# Christiana (Południowa Afryka)
Christiana – miasto w Republice Południowej Afryki, w Prowincji Północno-Zachodniej.
Jest położone nad rzeką Vaal, pomiędzy Bloemhof i Warrenton. Christiana została założona w 1870 roku przez rząd Transwalu, w celu kontroli nad nowo odkrytymi złożami diamentów i nazwane na cześć ówczesnego transwalskiego prezydenta, Marthinusa Wessela Pretoriusa.